# Ordem equestre

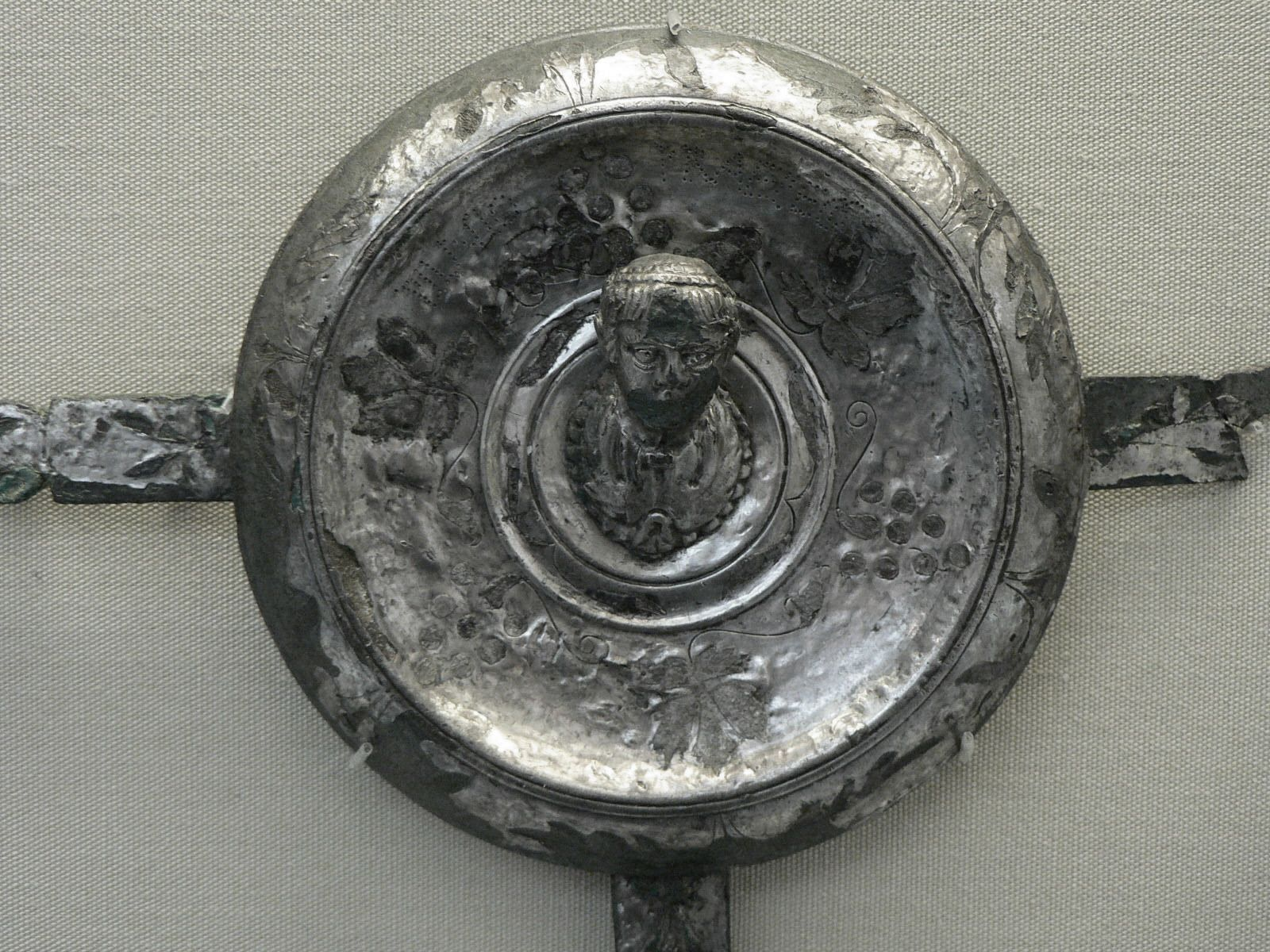
Ornamento de uma rédea com a inscrição PLINIO PRAEFECTO, encontrado na base legionária de Castra Vetera (Xanten, Alemanha), que pode ter pertencido a Plínio, o Velho (23-79) quando ele era um prefeito da ala (praefectus alae), o comandante de um regimento da cavalaria, na Germânia Inferior (52-54). Plínio era um cavaleiro romano hereditário. Museu Britânico, Londres

A ordem equestre romana (ordo equester) formava uma das duas classes aristocráticas da Roma Antiga, estando abaixo da patrícia ordem senatorial (ordo senatorius). Um membro desta ordem era conhecido como um equestre (eques; plural: equites), que em latim significa qualquer pessoa a cavalo (equus), mas neste contexto tem o significado específico de "cavaleiro". Os cavaleiros proviam os oficiais veteranos e muita da cavalaria das legiões manipulares até 88 a.C., quando a cavalaria legionária foi abolida. No período tardio da república, os senadores e os seus filhos tornaram-se numa elite não-oficial dentro da ordem dos cavaleiros.
Sob o fundador do Império Romano, Augusto, a elite senatorial foi constituída como uma ordem separada e com estatuto e privilégios superiores aos cavaleiros. As duas ordens aristocráticas, compostas principalmente por itálicos, dominavam os postos administrativos e militares mais altos no governo imperial até ao século III. Nesse século, o poder mudou para uma secção dos cavaleiros que incluía oficiais com carreira militar e que tomaram o lugar dos aristocratas itálicos.

## Era real (753 -509 a.C.)
De acordo com a lenda, Roma foi fundada pelo seu primeiro rei, Rómulo, em 753 a.C. Contudo, provas arqueológicas sugerem que Roma não era uma cidade-Estado unida até 625 a.C.. Segundo o historiador romano Tito Lívio, Rómulo estabeleceu um regimento de cavalaria de 300 homens (céleres) para agirem como a sua escolta pessoal, e cada uma das três tribos originais de Roma (os râmnes [Ramnes], títios [Tities] e lúceres [Luceres]) deu uma centúria, ou seja, um grupo de 100 homens, e mais 1 000 para fazerem de infantaria do exército.
Este regimento de cavalaria foi supostamente redobrado para 600 homens pelo rei Tarquínio Prisco (r. 616–578 a.C.). P. Fraccaro interpreta as reformas Sérvias feitas ao exército como sugerindo que sob o rei Sérvio Túlio (r. 578–535 a.C.), a infantaria hoplita (com armadura) foi também redobrada em tamanho para uma única legião de 6 000, que, juntamente com 2 400 vélites (infantaria sem armadura) e cavalaria de 600 homens, perfazia um total de 9 000 juniores (homens entre os 16 e 45 anos).
Até recentemente, a teoria de Fraccaro não era muito aceite porque a teoria dominante dos anos 1960 era a de A. Alfoldi, que dizia que Roma era um acampamento insignificante até 500 a.C. e não podia ter tido um exército tão poderoso (ou cavalaria) na era real. Mas a arqueologia recente estabeleceu que Roma era uma das maiores cidades na região do Mediterrâneo no período de 625-500 a.C. Com uma população estimada de 35 000 habitantes, uma soma militar de 9 000 é plausível.
Segundo Lívio, Sérvio Túlio também criou mais 12 centúrias de cavalaria. Mas isto é improvável, visto que acrescentar a cavalaria para 1 800 cavalos era demasiado, quando comparado com uma infantaria de 8 400 homens (na Itália peninsular, a cavalaria normalmente constituía cerca de 8% de um exército). Isto é confirmado pelo facto de que no início da república, a cavalaria continuou a ser feita por 600 pessoas (2 legiões com 300 cavalos cada uma). Aparentemente, os cavaleiros recebiam dinheiro do Estado para comprar um cavalo para o serviço militar e comida para o animal. Isto era conhecido como um cavalo público (equus publicus).
Uma questão importante é se a cavalaria real vinha exclusivamente dos patrícios (patricii), a aristocracia da Roma antiga que era puramente hereditária. Esta é a opinião da maioria dos historiadores, a começar com Mommsen. À parte da associação tradicional da aristocracia com cavalos, a prova para esta opinião é o facto de que, durante a República, 6 centúrias de equestres na assembleia das centúrias (comitia centuriata) mantiveram os nomes das 6 centúrias reais originais. Estas são provavelmente as centúrias de nobres patrícios na assembleia mencionadas pelo lexicologista Festo. Se esta hipótese estiver correcta, implica que a cavalaria era exclusivamente patrícia (e portanto hereditária) no período real.

## Inícios da república (509 -338 a.C.)

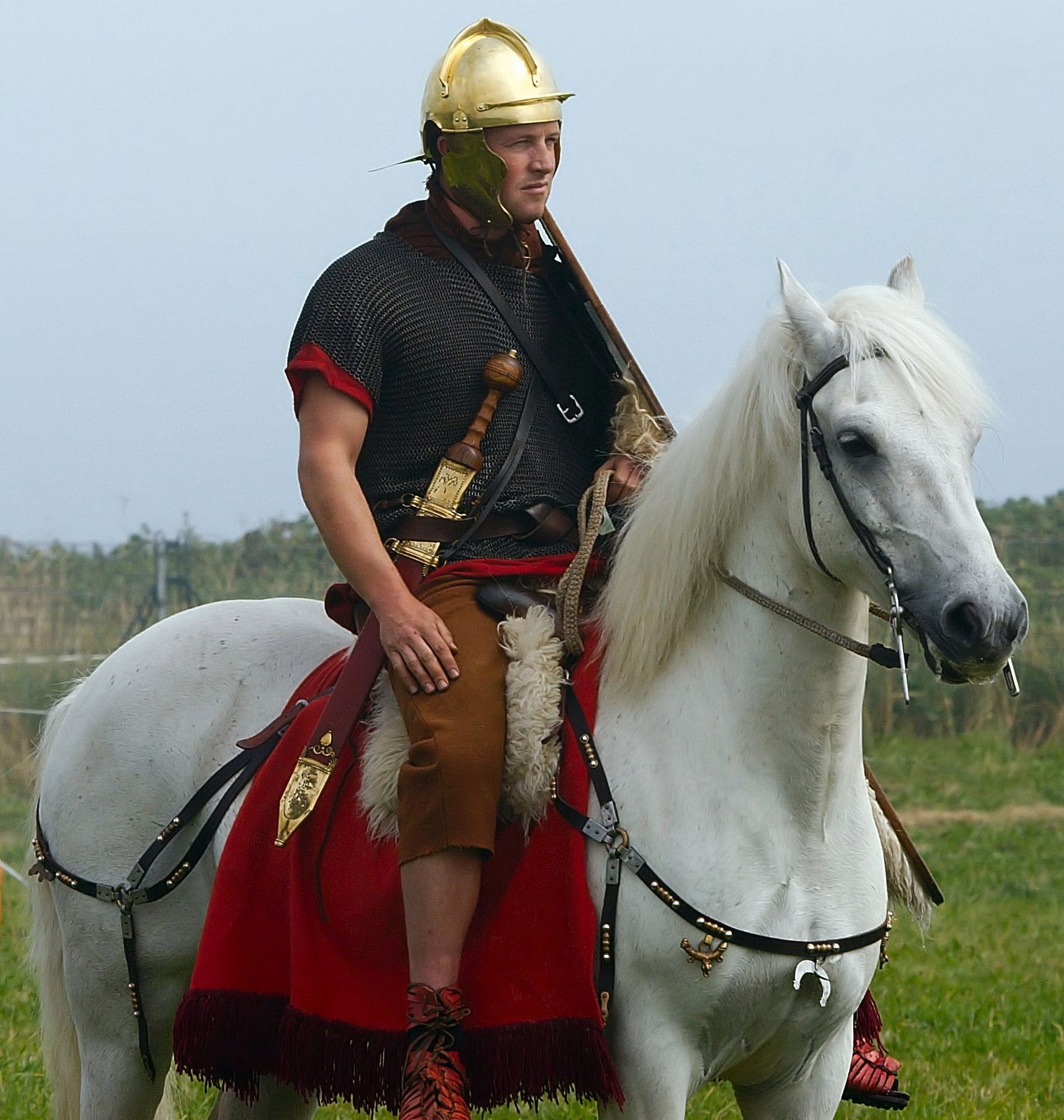
Um ator utilizando vestimentas de um soldado de cavalaria romana.

É normalmente aceite que a monarquia romana foi abolida por um golpe de Estado patrício, provavelmente provocado pelas medidas populistas a favor da classe plebeia feitas pelo governo monárquico. De facto, Alfoldi sugere que o golpe foi feito pelos próprios cavaleiros. De acordo com a interpretação de Fraccaro, quando a monarquia romana foi substituída por dois pretores (mais tarde chamados cônsules) eleitos anualmente, o exército real foi dividido igualmente entre eles para as suas respectivas campanhas, e se isto for verdade, então explica por que é que mais tarde Políbio diz que uma das legiões de cavalaria tinha 300 homens.
A algum ponto nos inícios da república, uma reforma constitucional importante foi introduzida, chamada organização centuriada sérvia. Apesar de ser atribuída ao rei Sérvio Túlio, é geralmente aceite que foi feita mais tarde. Cornell sugere que foi introduzida em 406 a.C., acompanhada pela introdução de pagamento por serviço militar para recompensar os soldados pelo tempo longe dos campos deles. Para os propósitos de actividade eleitoral e taxação, o corpo de cidadãos masculinos que podia cumprir serviço militar nas legiões foi dividido em 5 classes baseadas nas suas propriedades. Estas classes eram então divididas em centúrias (grupos de voto neste contexto, não formações militares). O grupo mais alto era conhecido como a primeira classe e valia mais de 10 000 dracmas (a denominação grega foi usada pelos romanos como a sua moeda de prata principal até à introdução do denário, com valor parecido, em 211 a.C.). Incluía 18 centúrias de equestres e 80 de plebeus ricos. As 12 centúrias de equestres adicionais a 6 de origem real foram provavelmente formadas por esta altura. Pensa-se que tenham estado abertas a pessoas que não eram patrícias. Por isso, a partir desta altura, se não antes, equestres já não eram sinónimos de patrícios. Estes últimos tornaram-se num grupo mais pequeno dentro da nobilitas romana (aristocracia), mas mantiveram precedência oficial, prestígio enorme e postos reservados, a maior parte deles de uma natureza religiosa.
Em 403 a.C., de acordo com Tito Lívio, numa crise durante o cerco de Veios, o exército precisava urgentemente de mais cavalaria, e "aqueles que possuíssem estatuto equestre mas não tinham cavalos públicos" voluntariaram-se para pagar pelos seus cavalos do seu próprio bolso. Como compensação, pagamento para o serviço de cavalaria foi introduzido, como já tinha sido para a infantaria (em 406 a.C.). Este incidente parece ter sido o início da equestre privada (equites equo privato), que, estando abaixo da classe equestre pública (equo público), existiu durante toda a república. Mommsen diz que os membros da primeira classe que não pertenciam às 18 centúrias de equestres foram primeiro admitidos no serviço da cavalaria por esta altura como uma medida de emergência, mas que eventualmente tiveram de servir como cavaleiros de qualquer maneira. Contudo, nunca puderam juntar-se às 18 centúrias e, aparentemente, nunca desfrutaram o estatuto inteiro ou privilégios dos cavaleiros. Em conclusão, depois de 403 a.C., parece que havia três classes de equestres: equestre público patrício nas 6 centúrias originais; equestre público plebeu nas outras 12 centúrias; e o equestre privado plebeu nas outras 80 centúrias da Primeira Classe. Apesar dos membros das 18 centúrias de equestre público juntarem esse grupo por direito hereditário (pela linha masculino), novos membros podiam ser adicionados, e membros existentes expulsos pelos Censores
Segundo o historiador grego Políbio, cujas Histórias (escritas c. 140 a.C.) são o maior relato antigo da república, a cavalaria romana originalmente não tinha armadura, usando apenas uma túnica e estando armada com uma lança leve e escudo de couro de má qualidade, que se deterioravam depressa em acção.

## República Tardia (338 -30 a.C.)

### Transformação do estado e do exército (338 - 290)
O período a seguir ao fim da Guerra Latina (340–338 a.C.) e das Guerras Samnitas (343–290 a.C.) viu a transformação da República Romana de uma cidade-estado poderosa mas cercada, no poder hegemónico da península Itálica. Isto foi acompanhado por profundas mudanças na sua constituição e no exército. Internamente, o desenvolvimento crítico foi o papel do senado como o órgão omnipotente do estado. Em 280 a.C., o Senado tinha assumido o controlo total da taxação do estado, quanto gastava, declarações de guerra, tratados, do recrutamento de legiões, da criação de colónias e de assuntos religiosos. Noutras palavras, tudo estava sob a sua jurisdição. De um grupo ad hoc de conselheiros nomeados pelos cônsules, o senado tinha se tornado numa instituição permanente de cerca de 300 membros vitalícios que, como ex-oficiais executivos, se gabavam de uma enorme experiência e influência. Ao mesmo tempo, a união política da nação Latina sob o governo romano depois de 338 a.C. deu a Roma uma base regional populosa de onde ela podia lançar as suas guerras contra os seus vizinhos.
A batalha exaustiva pela hegemonia na península Itálica que Roma lutou contra a liga samnita resultou na transformação do exército romano de uma falange hoplita de estilo grego para o exército manipular itálico descrito por Políbio. Acredita-se que os romanos copiaram essa formação dos Samnitas, aprendendo através de experiência própria o quão eficaz era esta estrutura no terreno montanhoso da Itália central. Foi também a partir deste período que cada exército romano em ação fosse acompanhado por pelo menos o mesmo número de tropas dadas pelos sócios (aliados latinos). Cada legião devia ter uma ala confederada, uma formação que continha mais ou menos o mesmo número de infantaria que uma legião, mas três vezes mais cavalos (900).
A cavalaria legionária provavelmente também mudou neste período, e passou de cavaleiros leves sem armadura para os couraceiros de estilo grego descritos por Políbio. Há provas para isto num dos murais das tumbas de Pesto na Lucânia (Basilicata) (ca.  350–300 a.C.), um dos quais mostra um cavaleiro samnita, usando uma variante de um elmo de estilo coríntio e armadura de bronze. Visto que os romanos estavam em guerra com os samnitas, é provável que tenham querido estar tão tecnologicamente avançados como eles, especialmente porque, nas palavras de Políbio, "nenhum povo tem mais vontade [do que os romanos] de adotar novos costumes e de adotar o que eles vêm que é feito melhor por outros.". Como resultado das hostilidades samnitas, um exército consular normal foi dobrado em tamanho para 2 legiões, fazendo 4 legiões anualmente. A cavalaria romana foi então aumentada para cerca de 1 200 cavalos. Mas isto apenas representava 25% da cavalaria total do exército, enquanto o resto vinha dos confederados itálicos. Desta forma, a cavalaria foi aumentada de 7% (de um total de 4 500) para 12% num Exército Confederado, comparável com (ou mais alto do que) quaisquer outras forças em Itália, excepto os gauleses, e parecida com a dos exércitos gregos, tal como o de Pirro.